# Chimarrhis parviflora
Chimarrhis parviflora är en måreväxtart som beskrevs av Paul Carpenter Standley. Chimarrhis parviflora ingår i släktet Chimarrhis och familjen måreväxter. Inga underarter finns listade i Catalogue of Life.